# Draft d'espansione NBA 1961
Il draft d'espansione 1961 si è svolto il 26 aprile 1961, per la formazione dei Chicago Packers.

## Giocatori selezionati
| Giocatore     | Posizione           | Nazionalità | Squadra precedente    |
| ------------- | ------------------- | ----------- | --------------------- |
| Dave Budd     | ala piccola         | Stati Uniti | New York Knicks       |
| Barney Cable  | ala grande          | Stati Uniti | Syracuse Nationals    |
| Gene Conley   | centro/ala grande   | Stati Uniti | Boston Celtics        |
| Ralph Davis   | guardia/playmaker   | Stati Uniti | Cincinnati Royals     |
| Archie Dees   | ala grande/centro   | Stati Uniti | Detroit Pistons       |
| Andy Johnson  | ala piccola/guardia | Stati Uniti | Philadelphia Warriors |
| Slick Leonard | guardia             | Stati Uniti | Los Angeles Lakers    |
| Dave Piontek  | ala grande/centro   | Stati Uniti | St. Louis Hawks       |